# Вжесня (Свентокшиське воєводство)
Вжесня (пол. Września) — село в Польщі, у гміні Водзіслав Єнджейовського повіту Свентокшиського воєводства.
Населення — 26 осіб (2011).
У 1975-1998 роках село належало до Келецького воєводства.

## Демографія
Демографічна структура на день 31 березня 2011 року:
|          | Загалом | Допрацездатний вік | Працездатний вік | Постпрацездатний вік |
| -------- | ------- | ------------------ | ---------------- | -------------------- |
| Чоловіки | 15      | 1                  | 8                | 6                    |
| Жінки    | 11      | 1                  | 5                | 5                    |
| Разом    | 26      | 2                  | 13               | 11                   |